# 동포선
동포선(東浦線)은 함경북도 온성군에 있는 종성역과 동포역을 연결하는, 조선민주주의인민공화국의 철도노선이다.

## 노선 정보
- 구간과 거리 : 종성역~동포역(거리는 미상)
- 역 수 : 2개(양단역 포함)
- 궤도 간격 : 1435mm(표준궤)
- 전철화 구간 : 없음
- 복선 구간 : 없음

## 역 목록
| 역이름     | 영업거리 (km) | 접속노선 | 소재지          |
| ---------- | ------------- | -------- | --------------- |
| 종성(鍾城) | 0.0           | 함북선   | 함경북도 온성군 |
| 동포(東浦) |               |          | 함경북도 온성군 |